# Museu da Västergötland
O Museu da Västergötland ou Museu da Gotalândia Ocidental (em sueco:  Västergötlands museum) é um museu regional dedicado a história dos últimos 10 000 anos da província histórica da Västergötland, localizado na cidade sueca de Skara. O edifício atual foi desenhado pelo arquiteto Charles Lindholm e construído em 1919, embora o museu já existisse desde 1865.

## Património do museu
O museu alberga algumas preciosidades da história medieval e da antiguidade desta província histórica da Suécia. Além das 3 exposições permanentes, existem ainda umas 20 exibições temporárias. No exterior do edifício principal, está uma aldeia antiga (fornbyn) com umas 30 construções vindas de toda a Västergötland, e mostrando a antiga sociedade campesina da região.
- Um dos dois volumes do Missal de Skara – provavelmente o livro mais antigo da Suécia, datado do século XII. [7]
- O móvel mais antigo do país – uma cátedra de bispo da Igreja de Suntak [8]
- Os 16 escudos de bronze de Fröslunda, datados para 600-700 a.C. [9]

## Galeria

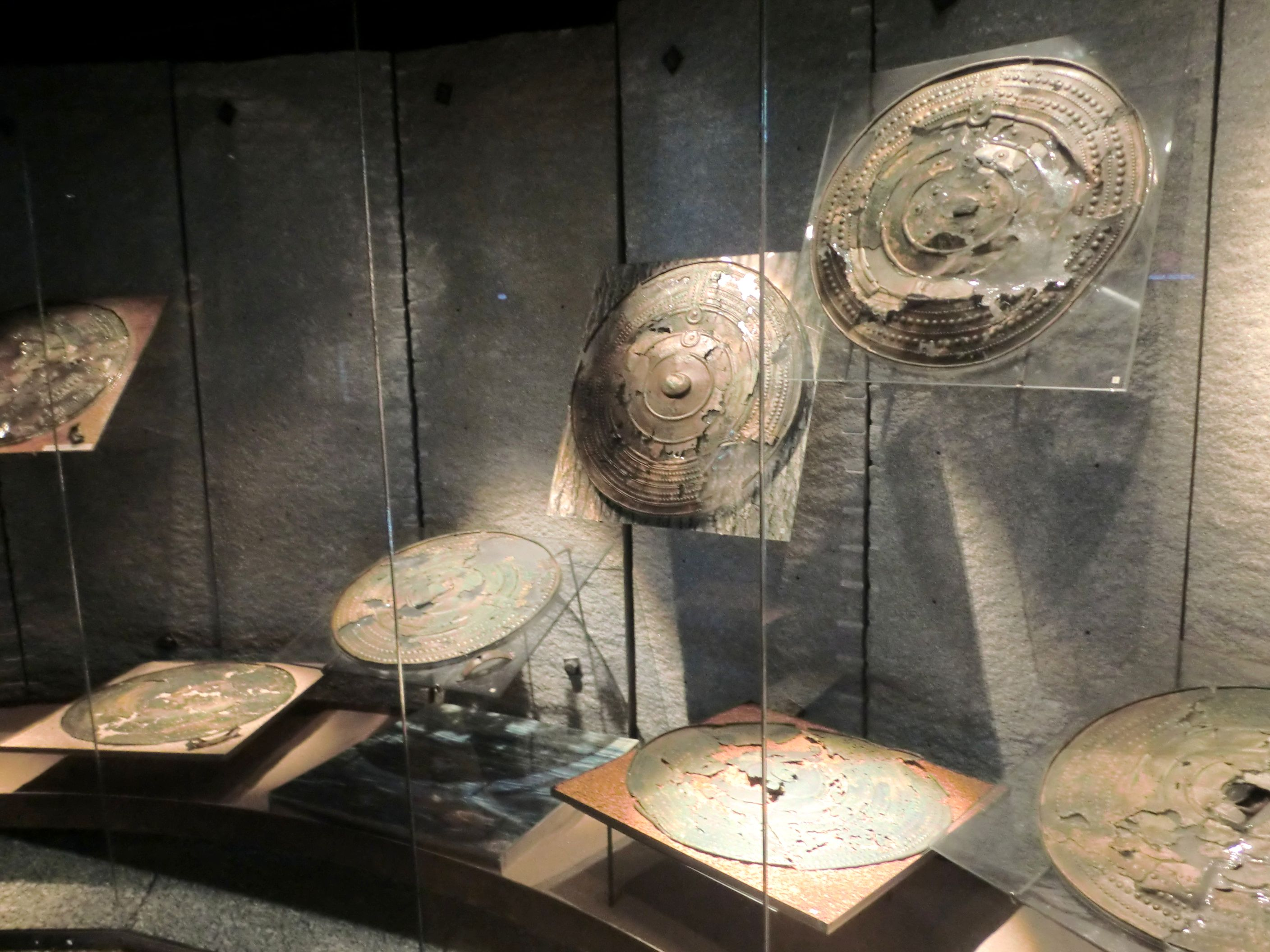
Alguns dos escudos de bronze de Fröslunda
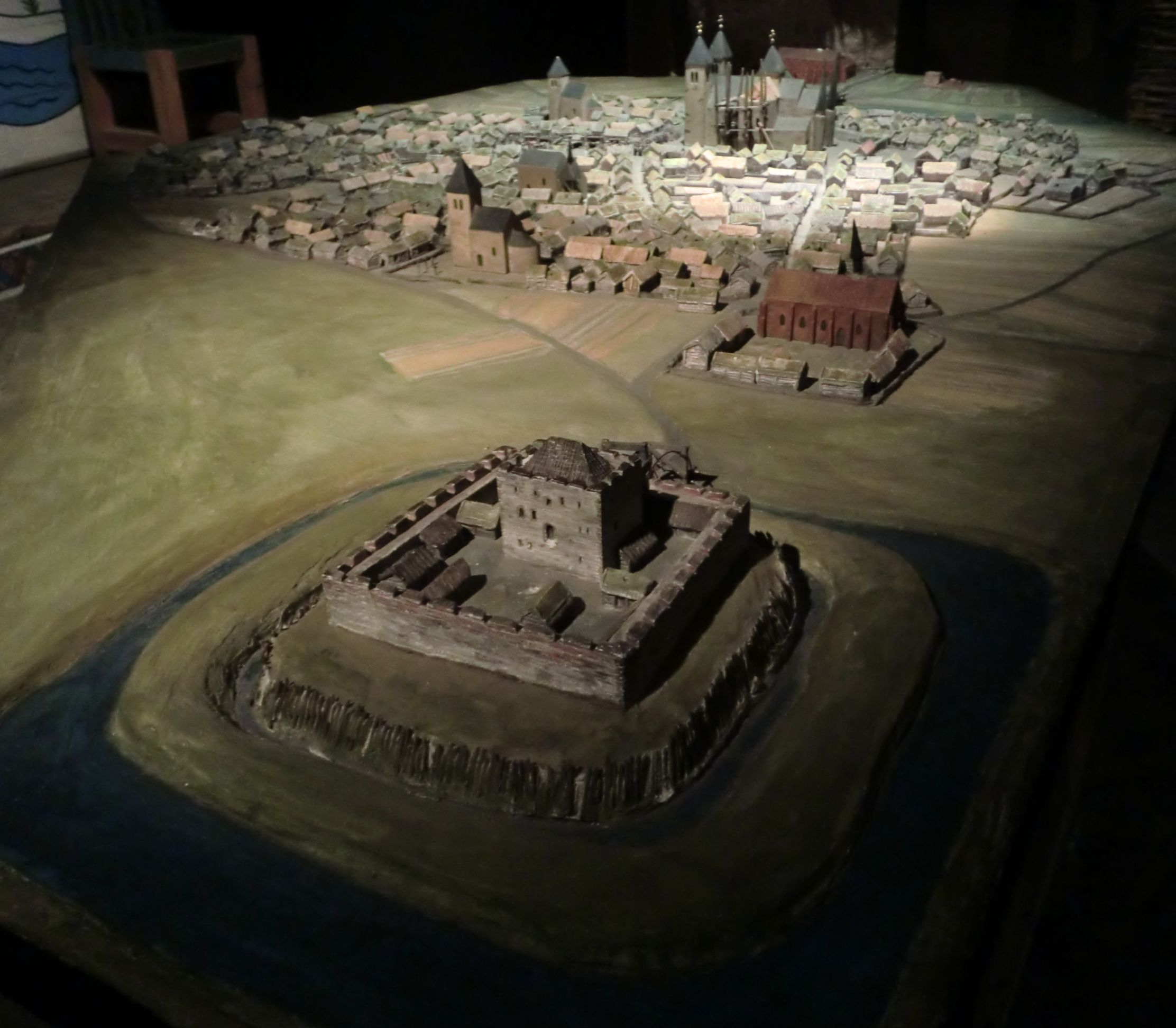
Modelo de Skara no século XIII
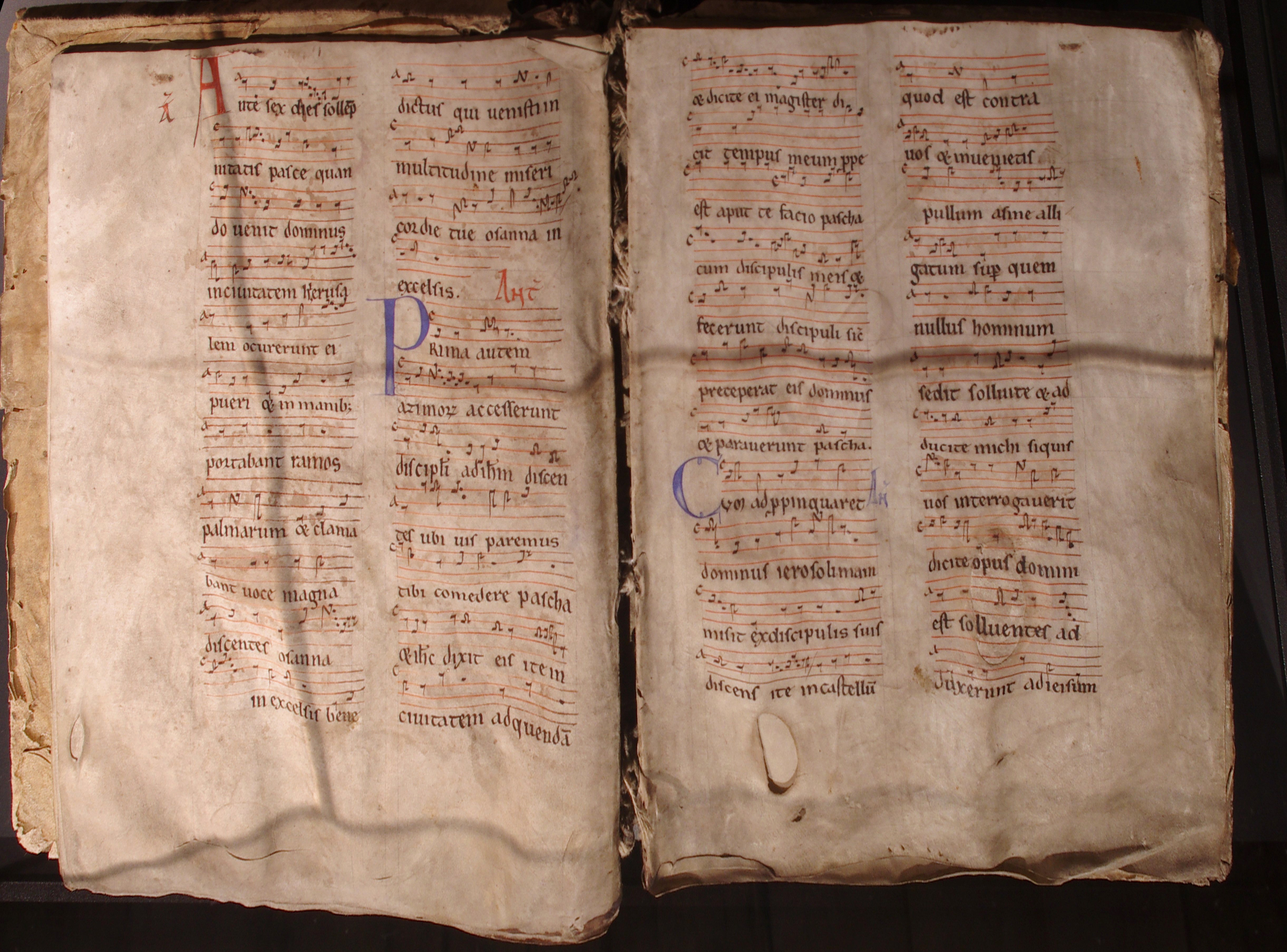
Missal de Skara
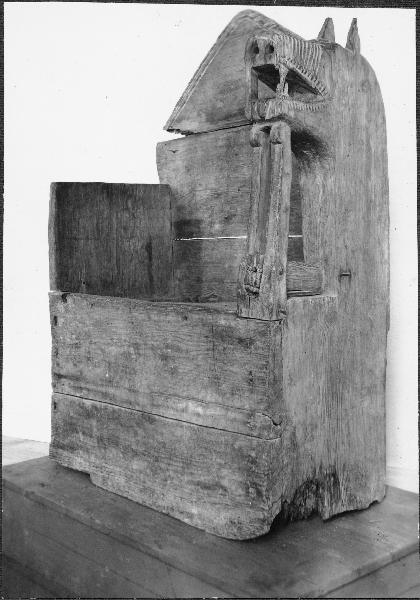
Cátedra de bispo, da antiga igreja de Suntak